# Парламентские выборы в Эстонии (2015)
Парламентские выборы в Эстонии 2015 года прошли 1 марта.

## Предыстория
На предыдущих выборах в 2011 году победу одержала Партия реформ Эстонии, создавшая коалицию с Союзом Отечества. В 2014 году премьер-министр Андрус Ансип, который занимал пост в течение 9 лет, подал в отставку. Должность занял его однопартиец, представитель Партии реформ, Таави Рыйвас. После этого была создана новая коалиция: Партия реформ и Социал-демократическая партия.

## Процедура голосования
Выборы проходили по пропорциональной системе с избирательным барьером в 5 %. В результате голосования избран 101 депутат. На выборах граждане Эстонии могли голосовать по Интернету. Для получения большинства в парламенте необходимо было получить 51 место.

## Опросы
Опросы, проведённые в январе 2015 года, показали, что 25 % избирателей готовы проголосовать за Партию реформ, 22 % готовы отдать свой голос Центристской партии, а 18 % — социал-демократам.

## Результаты голосования
| Партия                                 | Голосов | %    | Мест | +/-   |
| -------------------------------------- | ------- | ---- | ---- | ----- |
| Партия реформ Эстонии                  | 158 971 | 27,7 | 30   | -3    |
| Центристская партия Эстонии            | 142 460 | 24,8 | 27   | +1    |
| Социал-демократическая партия Эстонии  | 87 190  | 15,2 | 15   | -4    |
| Союз Отечества и Res Publica           | 78 697  | 13,7 | 14   | -9    |
| Свободная партия Эстонии               | 49 883  | 8,7  | 8    | новая |
| Консервативная народная партия Эстонии | 46 772  | 8,1  | 7    | +7    |
| 5%-й барьер: 28707,7 голосов           |         |      |      |       |
| Партия зелёных (Эстония)               | 5193    | 0,9  | 0    | 0     |
| Партия Народного Единства              | 2289    | 0,4  | 0    | новая |
| Партия независимости (Эстония)         | 1047    | 0,2  | 0    | 0     |
| Объединённая левая партия Эстонии      | 764     | 0,1  | 0    | новая |
| Независимые                            | 887     | 0,2  | 0    | 0     |
| Всего                                  | 574 153 | 100  | 101  | 0     |
| Недействительные                       | 3 757   | -    | -    | -     |
| Всего проголосовавших/Явка             | 577 910 | 64,2 | -    | -     |

## Состав Парламента
Пятипроцентный порог преодолели 6 партий. Согласно партийным спискам в Рийгикогу прошли следующие депутаты:

### Партия реформ Эстонии
Таави Рыйвас, Урмас Паэт, Тоомас Кивимяги, Юрген Лиги, Урмас Круузе, Антс Лаанеотс, Кейт Пентус-Розиманнус, Кристен Михал, Анне Силлинг, Урве Тиидус, Марис Лаури, Ханно Певкур, Хейди Пурга, Валдо Рандпере, Йоко Алендер, Мадис Миллинг, Арто Аас, Калле Лаанет, Лийна Керсна, Айвар Сыэрд, Игорь Грязин, Калле Паллинг, Лайне Рандъярв, Урмас Клаас, Юри Яансон, Лаури Луик, Денис Бородич, Йоханнес Керт, Терье Трей, Мартин Кукк

### Центристская партия Эстонии
Эдгар Сависаар, Юри Ратас, Рейн Ратас, Марика Туус-Лаул, Ааду Муст, Виктор Васильев, Мартин Репински, Керсти Сарапуу, Калев Калло, Яна Тоом, Кадри Симсон, Хеймар Ленк, Сирет Котка, Ольга Иванова, Эрки Сависаар, Владимир Вельман, Валерий Корб, Тоомас Витсут, Михаил Кылварт, Михаил Стальнухин, Майлис Репс, Энн Ээсмаа, Михаил Корб, Тармо Тамм, Мярт Султс, Приит Тообал, Лаури Лааси

### Социал-демократическая партия Эстонии
Свен Миксер, Хелмен Кютт, Михкель Рауд, Калви Кёва, Урве Пало, Райнер Вакра, Эйки Нестор, Евгений Осиновский, Хельо Пикхоф, Индрек Саар, Ивари Падар, Андрес Анвельт, Танель Тальве, Ханнес Хансо, Яанус Марранди

### Союз Отечества и Res Publica
Юхан Партс, Марко Михкельсон, Маргус Тсахкна, Айвар Кокк, Свен Сестер, Урмас Рейнсалу, Марко Померанц, Андрес Метсойя, Приит Сибил, Маире Аунасте, Хелир-Вальдор Сеедер, Кен-Марти Вахер, Райво Аег, Яак Аавиксоо

### Свободная партия Эстонии
Артур Тальвик, Криста Ару, Юри Адамс, Андрес Херкель, Андрес Адамс, Моника Хауканёмм, Айн Лутсепп, Кюллики Кюбарсепп

### Консервативная народная партия Эстонии
Март Хельме, Яак Мадисон, Арно Силд, Хенн Пёллуаас, Уно Каскпейт, Мартин Хельме, Райво Пёльдару